# ジェフェルソン・ロペス・ファウスチーノ
ジェフェルソン・ロペス・ファウスチーノ（Jefferson Lopes Faustino, 1988年8月31日 - ）は、ブラジル・セアラー州出身のプロサッカー選手。熊本での登録名は「ジェフェルソン」。ポジションはディフェンダー。

## 来歴
2011年シーズンはブラジルでプレーをしていた。2012年はボリビアでのプレー経験がある。
2013年シーズンのロアッソ熊本加入が発表された。だが怪我により試合出場はなく、7月27日付けで契約を解除した。
ロアッソ熊本を退団した後は、ボリビアのザ・ストロンゲストへ移籍した。

## 所属クラブ
- 2010年 - 2011年  AEチラデンテス
- 2011年 - 2012年  クラブ･ウニベルシタリオ
- 2013年 - 同年7月  ロアッソ熊本
- 2013年7月 -  ザ・ストロンゲスト

## 個人成績
| 国内大会個人成績 | 国内大会個人成績 | 国内大会個人成績 | 国内大会個人成績 | 国内大会個人成績 | 国内大会個人成績 | 国内大会個人成績 | 国内大会個人成績 | 国内大会個人成績 | 国内大会個人成績 | 国内大会個人成績 | 国内大会個人成績 |
| 年度             | クラブ           | 背番号           | リーグ           | リーグ戦         | リーグ戦         | リーグ杯         | リーグ杯         | オープン杯       | オープン杯       | 期間通算         | 期間通算         |
| 年度             | クラブ           | 背番号           | リーグ           | 出場             | 得点             | 出場             | 得点             | 出場             | 得点             | 出場             | 得点             |
| 日本             | 日本             | 日本             | 日本             | リーグ戦         | リーグ戦         | リーグ杯         | リーグ杯         | 天皇杯           | 天皇杯           | 期間通算         | 期間通算         |
| ---------------- | ---------------- | ---------------- | ---------------- | ---------------- | ---------------- | ---------------- | ---------------- | ---------------- | ---------------- | ---------------- | ---------------- |
| 2013             | 熊本             | 4                | J2               | 0                | 0                | -                | -                | -                | -                | 0                | 0                |
| 通算             | 日本             | 日本             | J2               | 0                | 0                | -                | -                | -                | -                | 0                | 0                |
| 総通算           | 総通算           | 総通算           | 総通算           | 0                | 0                | -                | -                | -                | -                | 0                | 0                |

※ブラジル・ボリビア時代の成績は右上のテンプレート内を参考